# Tora! Tora! Tora!
Tora! Tora! Tora! är ett amerikanskt krigs-action-drama från 1970 som handlar om attacken mot Pearl Harbor.
Filmen vann en Oscar för bästa specialeffekter och var nominerad till Oscar i kategorierna bästa ljud, bästa klippning, bästa foto och bästa scenografi.
Tora betyder på japanska "tiger", i filmen är det kodordet som anger att anfallarna lyckats ta försvararna med överraskning.